# Yarba-Lampiadi
Ne doit pas être confondu avec Yarba.
Yarba-Lampiadi, également appelé Yarga-Lampiadi, est un village du département et la commune rurale de Manni, situé dans la province de la Gnagna et la région de l'Est au Burkina Faso.

## Géographie

### Situation et environnement
Yarba-Lampiadi est une localité à centres d’habitations dispersés sur un vaste territoire, située à 10 km au nord-ouest de Koulfo, ainsi qu’à 15 km à l’est de Manni, le chef-lieu du département et de la commune.

### Démographie
- En 2003, le village comptait 817 habitants estimés[3].
- En 2006, le village comptait 1 259 habitants recensés[4]

## Économie
Le village a une activité essentiellement agropastorale.

## Transports
Le village est accessible à l’est de la route nationale 18.

## Santé et éducation
Le centre de soins le plus proche de Yarba-Lampiadi est le centre de santé et de promotion sociale (CSPS) de Koulfo.